# Leonhard Gruber
Leonhard Gruber, Taufname Johann Baptist (* 3. Juni 1740 in Straubing; † 1810 oder 1811 in Wien), der sich selbst Abbé Gruber nannte, war kurze Zeit Professor für Philosophie an der Universität Salzburg.

## Biographie
Johann Baptist Gruber trat in das Benediktinerkloster Metten in Niederbayern ein, wo er 1758 die Profess ablegte und den Ordensnamen Leonhard erhielt. Nach der Priesterweihe 1763 war er zunächst Professor der Philosophie im Hausstudium des Klosters (1764–1766) und ab 1767 an der Universität Salzburg. Bereits 1768 gab er die Professur in Salzburg wieder auf. Noch im selben Jahr ging er an die Universität Ingolstadt, wo er bei Cäsarius Aman Astronomie hörte. Im folgenden Jahr reiste er nach Wien zu Maximilian Hell, dem Direktor der dortigen Universitätssternwarte.
In Wien entschloss er sich zum Austritt aus dem Benediktinerorden und trat mit päpstlichem Dispens in den Weltpriesterstand über. Fortan nannte er sich Abbé Gruber. 1770 nahm er in Wien die Stelle als Hauslehrer bei Graf von Bergen an. 1774 wurde er Lehrer an den Normalschulen für natürliche Sittlichkeit und Religion in Wien. Den im selben Jahr ergangenen Ruf als Direktor an das Observatorium in Bogenhausen lehnte er ab.
1775 verließ er Wien und ging nach Nürnberg, München (1776), Hanau (1777) und schließlich Berlin (1781), bevor er 1787 nach Wien zurückkehrte. Hier wurde er zuletzt Direktor der Realschulen. Seit 1766 war er ordentliches Mitglied der Bayerischen Akademie der Wissenschaften.
Befreundet war Leonhard Gruber mit dem Schriftsteller und Verleger Friedrich Nicolai und  dem Basler Philosophen Isaak Iselin.

## Werke
- Veritatis ac novitatis philos. epitome aphoristico-methodica, Regensburg 1766.
- Philosophia elementaris systematica usibus academicis accomodata. Pars prima, Salzburg 1767.
- Positiones eenchticae ex prima et secunda parte logices systematicae elementaris, quibus praemissa est dissertatio exponens analogiam inter logicen et mathesin puram substantiam, Salzburg 1768.
- Positiones elenchticae ex ontologia et cosmologia, Salzburg 1768.
- Positiones elenchticae ex psycologia, Salzburg 1768.
- Schulschriften für die deutschen Hauptschulen in den k. k. Erblanden, Wien 1774.
- Anfangsgründe der Arithmetik und Algebra zum Gebrauche in den Schulen der churbair. Landen, München 1776.
- Anfangsgründe der Geometrie und Trigonometrie, München 1776.
- Anfangsgründe der Naturlehre, München 1776.
- Grundsätze der nötigsten pädagogischen Kenntnisse für Väter, Lehrer und Hofmeister von j[ohann] G[ruber] M[athematikus], herausgegeben durch Iselin, Basel.
- Vorübungen zum Briefschreiben für die Jugend, Berlin 1782.
- Mehrere Aufsätze zur Astronomie in den Abhandlungen der kurbairischen Akademie der Wissenschaften in München.